# تراث شعبي وأساطير هبرديسية
تتألف جزر الهبرديس الداخلية والخارجية الواقعة قبالة الساحل الغربي لاسكتلندا من عدد كبير من الجزر الكبيرة والصغيرة. تُعتبر هذه الجزر المعزولة مصدرًا للعدد من الأساطير والخرافات الهبرديسية. وهي جزء من اسكتلندا اعتمد دائمًا على البحر المحيط به لدعم المجتمعات الصغيرة التي شغلت أجزاء من الجزر عدة قرون، لذلك، من الطبيعي أن تكون هذه البحار مصدرًا للعديد من هذه الأساطير.

## أرواح الماء

### كالبيس
قيل إن الكالبيس شغلوا عدة بحيرات، ومنها واحدة في ليوربوست

### الرجال الزرق
شغل رجال المينش الزرق (المعروفين أيضًا باسم كالبيس العاصفة) المياه الممتدة بين لويس والبر الرئيسي الإسكتلندي، باحثين عن البحارة لإغراقهم وعن القوارب المنكوبة لغمرها.

### سيونيد (شوني)
سيونيد: هي روح المياه التي يجب أن يقدم لها المزر.

## عرائس البحر

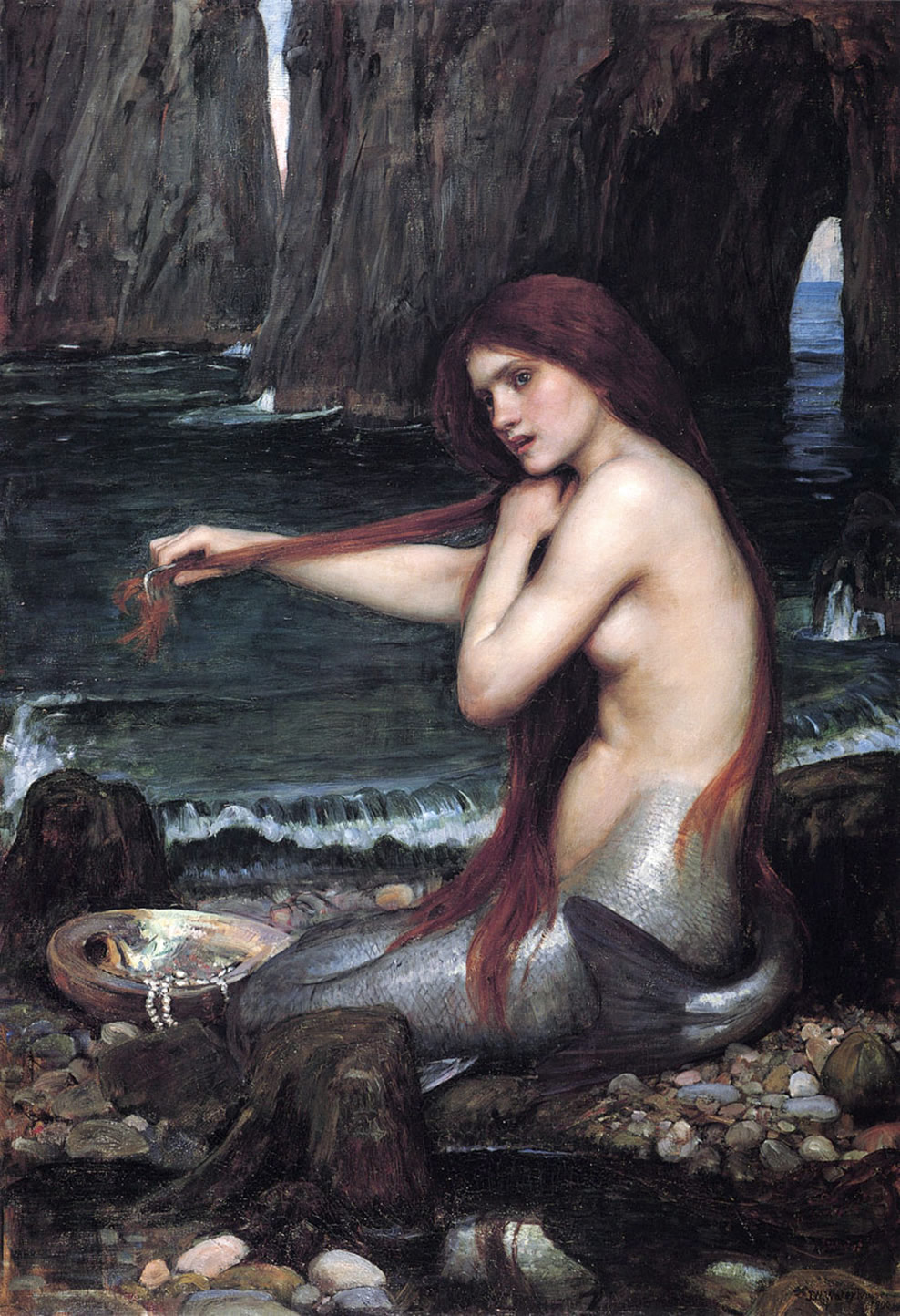
لوحة «عروس بحر» بريشة جون وليام ووترهاوس

زُعم وجود مقبرة لحوريات البحر في بنبكولا، لكن لم يُعرف موقعها الدقيق. قُتلت حورية البحر في أوائل القرن التاسع عشر بعد رؤيتها لبضعة أيام، قبل أن يلقي صبي مراهق صخرة عليها، ما أدى إلى مقتل هذا الكائن. ذكرت الروايات أن الجزء العلوي من المخلوق كان بحجم طفل، بينما كان الجزء السفلي يشبه السلمون.

## المستذئبون
قيل إن عائلة من المستذئبين شغلت جزيرة في بحيرة لانغافات. ورغم وفاتهم منذ مدة طويلة، فقد وعدوا بالقيام إذا نبشت قبورهم.

## وهج المستنقعات
أبلغ عن ظهور وهج المستنقعات في منطقة ساندويك على جزر شتلاند. تعلن الأضواء الطافية حول المنطقة عادةً عن اقتراب الموت للسكان المحليين. يقول البعض إن الضوء يعود لتاجر أيرلندي تعرض للسرقة وقتل في الجزيرة.

## سيتشيان (الجنيات)
اعتُقد في الفلكلور الهبرديسي التقليدي أن السيتشيان (أو الجنيات) هو جنس خارق للطبيعة غامض أخلاقيًا من المخلوقات البشرية الصغيرة التي تعيش في الربوات والأماكن ذات الأهمية الخاصة عبر الهبريدس. يوجد دلائل على وجود «السيتش» في جميع أنحاء الهبريدس متداخلة في مناظرها الطبيعية وقصصصها وموسيقاها والمعتقدات العلاجية التقليدية لسكان الهبرديس الأصليين. يُعتقد أن السيتشيان هم الذاكرة الشعبية المشوهة للشعوب البيكتية في العصر الحديدي الذين سكنوا الهبرديس قبل اندماجهم في المجتمعات الغيلية ومجتمعات الفايكنج التي هيمنت بعد نهايتهم.

### المظهر
تختلف أجناس السيتش، مثل الرجال والنساء العاديين، في المظهر والصفات. يشار عادةً إلى النساء السيتشيان بأنهن لا يزيدن طولًا عن فتاة صغيرة، ويرتدين ملابس خضراء. يشار إلى الرجال السيتشيان أنه يبلغ طولهم أربعة أقدام (أو نحو ذلك)، ويرتدون ملابس مصبوغة باللون الأحمر (ليس حصرًا، ولكن غالبًا) مع الأشنة «كروتال». تصف معظم القصص السيتشيان بأنهم ذوو جمال عظيم أو مخلوقات حكيمة. يُشار إلى «بين شيث» (بانشي) (حرفيًا المرأة الجنية) بأنها ليس لديها منخرين ولا أقدام مسطحة ولا ثديين متدليتين طويلتين فلا يُمكنانها من إرضاع صغارها. ولكن، يمكن أن يتناقض هذا في مصادر أخرى، أُشير فيها إلى بين شيث بأنها جميلة بشكل ملحوظ. في مول والجزر المجاورة، يقال أن لدى السيتشيان فتحة أنف واحدة فقط؛ ولكن يبدو أن هذا يقتصر على هذه المنطقة من هبرديس فقط.

#### المسكن
غالبًا ما يُنظر إلى السيتش في القصص من مدخل مسكنهم يؤدون رقصة الكيلي داخل ربواتهم. تُعرف كريغ هاستن، وهي ربوة تشبه القلعة تقع جنوب قرية بايلي مير في بايبل، شمال يويست، محليًا كمسكن للجنيات.

#### الكلاب
في لوسكنتاير في هاريس، عُرف أنه كان هناك كلب هوند يترك بصمات مخلب كبيرة على الرمال الرطبة التي تختفي فجأة في منتصف الطريق عبر الشاطئ. وزعم أنه كلب جنيّ. ولاحقًا، في جنوب يويست، شاهدت امرأة -كانت تمشي مع اثنين من أصدقائها في الظلام الدامس- كلبًا يضيء ذاتيًا بحجم كلب كولي ولكن برأس صغير دون عيون، ركض نحوها. واختفى المخلوق وهو يثب أمامها. عند وصولها إلى المنزل، وصفت ما حدث لخالتها، أخبرتها المرأة المسنة أنه كان كلب جنيّ.

#### الهدايا
يُعتبر عَلم الجنيات أحد موروثات رؤساء عشيرة ماكلاود. تنص العديد من التقاليد على أن العلم نشأ كهدية من الجنيات.
يقال إنه عُثر على الأبقار على شواطئ لوسكنتاير في هاريس، وسكوريبريك في سكاي، وجزيرة بيرنيرا، ويطلق عليها اسم كرو سيث، «الأبقار الجنية»، ببساطة لأنها لم تكن سلالة فانية، بل من نوع يعتقد أنه عاش تحت سطح البحر على الميليش، الأعشاب البحرية.